# Dragan Gajić
Dragan Gajić (Celje, 1984. július 21. –) szlovén válogatott kézilabdázó, jobbszélső.

## Pályafutása
Dragan Gajić szülővárosában, Celjében kezdett kézilabdázni. Kölcsönben 2004-ig az RK Rudar Evj Trbovlje csapatánál játszott, majd az RK Celje 2004-es Bajnokok ligája győzelmét kövétő szezontól újra nevelőegyesületében játszott. Egy szezont játszott Horvátországban az RK Zagrebnél, majd 2011-ben a Montpellier HB-hoz szerződött.
2012. május 12-én a már bajnok Montpellier HB a kiesés ellen küzdő Cesson-Sevigne ellen játszott, és meglepő, 31–28-as vereséget szenvedett. A mérkőzésre sok fogadást kötöttek, amelyekkel összesen több mint 200.000 eurós össznyereményt értek el. Az esetben több kézilabdázó is érintett volt, köztük Gajić is. Az ügyet a francia bíróság is vizsgálta, és annak ellenére, hogy Gajić 10 góljával a mérkőzés legeredményesebb játékosa volt, mégis bűnösnek találta. A bíróság végül 2017 februárjában hirdetett ítéletet, eszerint Gajić 20 ezer eurós pénzbüntetést és két hónapos felfüggesztett börtönbüntetést kapott.
A 2013–2014-es férfi EHF-kupa gólkirálya lett 72 góllal, a kupát azonban nem szerezte meg, mert a döntőben csapata kikapott a Pick Szegedtől.
2016-tól 2020-ig a Telekom Veszprém KC játékosa. A magyar csapattal 2017-ben bejutott a Bajnokok Ligája Final Fourba. Kétszer nyert bajnokságot és ugyanennyiszer Magyar Kupát a csapattal. 2020 nyarától a francia Limoges Hand 87-ben folytatja pályafutását. A francia élvonalba frissen feljutó csapat meghatározó játékosa lett, 233 góljával a liga gólkirálya lett.
2015-ben ő lett a világbajnokság gólkirálya és a torna álomcsapatába is beválasztották.

## Sikerei
- Szlovén bajnokság győztese: 2004, 2005, 2006, 2007, 2008, 2011
- Szlovén kupagyőztes: 2004, 2006, 2007, 2008, 2011
- Horvát bajnokság győztese: 2010
- Francia bajnokság győztese: 2012
- Magyar bajnokság győztese: 2017
- Magyar kupa győztese: 2017, 2018

- Világbajnokság gólkirálya: 2015
- Világbajnokság legjobb jobbszélsője: 2015